# Portugalska Demokratyczna Partia Pracy
Portugalska Demokratyczna Partia Pracy (port. Partido Trabalhista Democrático Português, PTDP) była centrolewicową portugalską partią polityczną. Ugrupowanie te zostało założone 3 maja 1974 roku, była pierwszą portugalską partią polityczną ustworzoną po Rewolucji Goździków. Jednakże powstanie PTDP nie wywołało poważniejszych skutków, partia ta nie została nawet nigdy oficjalnie zarejestrowana.